# UniLaSalle
Die UniLaSalle (Institut polytechnique UniLaSalle) ist eine französische Ingenieurhochschule, die 1854 gegründet wurde.
Die Hochschule bildet Ingenieure in den Bereichen Landwirtschaft, Lebensmittel, Lebensmittelgesundheit, Umwelt und Geologie aus.
Die UniLaSalle ist eine staatlich anerkannte private Hochschule von allgemeinem Interesse mit Sitz in Beauvais, Rouen, Amiens und in Rennes. Die Schule ist Mitglied der Conférence des grandes écoles (CGE).